# La Vie à l'envers
La Vie à l'envers ('Het leven op zijn kop') is een Franse zwart-wit dramafilm onder regie van Alain Jessua uit 1964.

## Verhaal
Jacques Valin werkt bij een makelaarskantoor in Montmartre. Hij leidt een zorgeloos leven in het gezelschap van zijn vriendin Viviane. In een opwelling besluit hij met haar te trouwen. Omdat hij de bruiloftsgasten, waaronder zijn leidinggevenden, niet kan verdragen, verlaat hij het restaurant en gaat hij met zijn vrouw door Parijs wandelen. Dit leidt ertoe dat hij zijn baan verliest. Losgekomen van de routine  kiest hij steeds meer voor de eenzaamheid en geraakt hij geleidelijk in een gelukkige waan.

## Rolverdeling
| Acteur          | Personage             |
| --------------- | --------------------- |
| Charles Denner  | Jacques Valin         |
| Anna Gaylor     | Viviane               |
| Guy Saint-Jean  | Fernand               |
| Nicole Gueden   | Nicole                |
| Jean Yanne      | de heer Kerbel        |
| Yvonne Clech    | mevrouw Kerbel        |
| Robert Bousquet | Paul                  |
| André Thorent   | de arts               |
| Nane Germon     | de moeder van Jacques |
| Jenny Orléans   | de conciërge          |
| Jean Dewever    | de burgemeester       |

## Prijs
De film won in 1964 de prijs voor beste eerste film op het filmfestival van Venetië.